# Jingyuan Fu
Prof. dr. Jingyuan Fu is hoogleraar systeemgeneeskunde aan de Rijksuniversiteit Groningen (RUG). Systeemgeneeskunde is een nieuwe benadering binnen de geneeskunde die voortvloeit uit het genoomonderzoek. Systeemgeneeskunde maakt gebruik van computermodellen en grote hoeveelheden klinische en biologische data om het individu scherper in kaart te brengen. Er wordt daarbij rekening gehouden met de interacties, maar ook met externe factoren (mentaal, fysiek en omgeving). Deze nieuwe aanpak streeft naar een meer op het individu afgestemde zorg.
Fu is expert op het gebied van de genomica, netwerkanalyse en de systeembiologie.

## Biografie
Jingyuan Fu is geboren in China en woont sinds 2006 permanent in Nederland.
In 1995 behaalde ze haar Bachelor of Science (BSc) in biochemie aan de Universiteit van Nanjing, China en in 2003 haar Master of Science (MSc) in biotechnologie en bio-informatica cum laude aan de Universiteit van Wageningen. In 2007 promoveerde ze cum laude bij Professor Dr. Ritsert Jansen aan de RUG.
Sinds 2008 is Fu werkzaam bij het Universitair Medisch Centrum Groningen en in januari 2022 werd ze benoemd tot hoogleraar systeemgeneeskunde aan de RUG.

## Onderzoek
Fu begon haar onderzoek aan het modelorganisme Arabidopsis en toonde aan dat fenotypische eigenschappen van de plant werden vastgelegd in het genotype. Het belang van deze bevinding werd benadrukt in de Nature Genetics Editorial "Modern lights" ter ere van de 200ste verjaardag van Darwin's geboorte en de 150e verjaardag van de publicatie van The Origin of Species. In 2008 stapte Fu over op het gebied van menselijke genetica.

### Leveronderzoek
In samenwerking met Prof. Cisca Wijmenga en Prof. Marten Hofker gebruikte Fu integratieve genomica- en systeemgenetica-benaderingen om de invloed van genetische varianten op complexe ziekten te begrijpen.
Fu bouwde daarbij voort op haar expertise in bioinformatica om gegevens over genetica, genomica, het darmmicrobioom en de gegevens van het onderzoeks-cohort Lifelines, te combineren. Zo identificeerde zij risicofactoren en onderliggende moleculaire routes die individuele variatie in ziekterisico kunnen verklaren en ze verkreeg daarmee ook inzicht in de juiste behandeling voor het individu.
Haar onderzoek onthulde naast pleiotrope effecten van lipidengenen op dyslipidemie, een verstoorde verhouding van vetstoffen (cholesterol) in het bloed, en op diabetes type 2, ook weefselspecifieke genetische effecten op genexpressie. Ze identificeerde een kort RNA (lncRNA) dat betrokken is bij levensvatbaarheid van hepatocyten, een celtype in de lever, in relatie tot een niet-alcoholische vorm van leverontsteking (leververvetting). Dit nieuw ontdekte lncRNA kreeg de naam Liver Cell Viability Associated LncRNA (LIVAR) en is geïndexeerd in de Human Gene Database.

### Darmonderzoek
Hierna richtte Fu haar onderzoek op het darmmicrobioom omdat dat, samen met het genotype, een belangrijke rol zou kunnen spelen in gepersonaliseerde geneeskunde. Ze onderzocht met name de gastheer-microbe-interacties. Fu heeft veel microbioomprojecten geïnitieerd, waaronder het Dutch Microbiome Project.
Fu maakt deel uit van het CVON-INCONTROL-consortium dat de rol van het darmmicrobioom bij immunosenescentie (veroudering van het immuunsysteem) en cardiovasculaire gezondheid onderzoekt. Haar onderzoek heeft grootschalige variatie in het darmmicrobioom in de algemene Nederlandse bevolking aan het licht gebracht en de individuele specificiteit van het darmmicrobioom benadrukt. Fu en haar groep hebben bijgedragen aan nieuwe ontdekkingen over de rol van het darmmicrobioom in cardiometabole gezondheid. Onder de cardiometabole ziekten worden gerekend: hart- en vaatziekten, diabetes mellitus, hypertensie, obesitas, dyslipidemie en chronisch nierfalen. Ook werden de verbanden tussen menselijke genetica en darmmicroben onderzocht en gastheer-microbe-dieet-interacties in het metabolisme.. Fu's meer recente onderzoek, gefinancierd door haar NWO VICI- en ERC-consolidatorbeurzen, focust op de causale rol van het darmmicrobioom in gezondheid en ziekte. Om de microbiële genetische variaties en de effecten daarvan te onderzoeken wordt gebruik gemaakt van organ-on-a-chip-technologie. Hiervoor werkt ze samen met het Nederlandse Organ-on-a-chip Initiative.

## Redactionele activiteiten
- 2019-nu Geassocieerd redacteur van PLoS Genetics [22]

- 2019-nu Lid redactieraad van Medicine in Microecology [23]

- 2020-nu Lid redactieraad van Genomics, Proteomics & Bioinformatics [24]
- 2022-nu Hoofdredacteur van iMeta [25]

## Onderscheidingen en beurzen
- 2009 NWO VENI (beurs voor pas gepromoveerde onderzoekers)[26]
- 2014 NWO VIDI (beurs voor onderzoekers die al enkele jaren onderzoek hebben verricht)[27][28]
- 2020 ERC Consolidator Laureate [29]
- 2021 NWO VICI (beurs voor onderzoekers die hebben aangetoond een eigen onderzoekslijn te kunnen ontwikkelen[30]
- 2022 Wetenschapper van het Jaar op het gebied van Fundamenteel Onderzoek (Verkozen door ruim 500 senior wetenschappers van de China Gut Research Academy voor haar wetenschappelijke bijdragen in 2020 en 2021.)[31]
- 2023 Ammodo Science Award for fundamental research [32]
- 2025 lid van KHMW[33]

## Publicaties
Volgens Web of Science is Fu in 2020, 2021 en in 2022 een veel geciteerd (highly cited) onderzoeker op het gebied van interdisciplinair onderzoek. Haar publicaties zijn meer dan 20.000 keer geciteerd. Haar Hirsch-index is 66 en haar i10-index (het aantal publicaties met minimaal 10 citaties) is 117. Overzicht van de recentste publicaties waaraan Fu meewerkte op PubMed.
Een selectie:
- Population-based metagenomics analysis reveals markers for gut microbiome composition and diversity (Op populatie gebaseerde metagenomica-analyse onthult markers voor de samenstelling en diversiteit van het darmmicrobioom) Zhernakova et al. Science 2016
- The long-term genetic stability and individual specificity of the human gut microbiome (De genetische stabiliteit op lange termijn en individuele specificiteit van het menselijke darmmicrobioom) Chen et al. CELL 2021
- Influence of the microbiome, diet and genetics on inter-individual variation in the human plasma metabolome (Invloed van het microbioom, voeding en genetica op interindividuele variatie in het menselijke plasma-metaboloom) Chen et al. Nature Medicine 2022